# Campionatul Mondial Universitar de Handbal Feminin din 2016 - Echipele
Acest articol prezintă echipele care vor lua parte la Campionatul Mondial Universitar din 2016, desfășurat la Antequera, Málaga, în Spania, între 27 iunie și 3 iulie 2016, a 23-a ediție a acestei competiții.

## Grupa A

### Japonia
Lotul Japoniei a fost următorul:
Antrenor principal: Shigeo Kusumoto
Antrenor secund: Shoichi Kashizuka
| Nr. | Post            | Nume             | Data nașterii (vârsta) | Înălțime | Selecții | Goluri | Echipă           |
| --- | --------------- | ---------------- | ---------------------- | -------- | -------- | ------ | ---------------- |
| 16  | Portar          | Atsuko Baba      | 13 iunie 1995          | 1,64 m   |          |        | Osaka University |
| 1   | Portar          | Haruka Chaen     | 20 august 1992         | 1,73 m   |          |        | Japonia          |
| 12  | Portar          | Minami Itano     | 2 februarie 1993       | 1,75 m   |          |        | Japonia          |
| 7   | Extremă stânga  | Eri Kawashima    | 7 iunie 1992           | 1,61 m   |          |        | Mie Violet Iris  |
| 10  | Extremă stânga  | Miki Mita        | 16 martie 1995         | 1,65 m   |          |        | Tokyo College    |
| 4   | Inter stânga    | Haruno Sasaki    | 26 februarie 1995      | 1,72 m   |          |        | Osaka University |
| 3   | Centru          | Yuka Ishii       | 2 septembrie 1993      | 1,67 m   |          |        | Tokyo College    |
| 5   | Pivot           | Kaho Sunami      | 5 ianuarie 1993        | 1,66 m   |          |        | Mie Violet Iris  |
| 6   |                 | Mana Ohyama      | 7 decembrie 1992       | 1,64 m   |          |        | Osaka University |
| 13  | Inter dreapta   | Yumi Kitahara    | 8 iulie 1995           | 1,70 m   |          |        | Osaka University |
| 14  |                 | Naoko Sahara     |                        |          |          |        | Japonia          |
| 8   | Extremă dreapta | Natsumi Akiyama  | 23 iulie 1994          | 1,62 m   |          |        | Osaka University |
| 11  | Extremă dreapta | Ikumi Iwabuchi   | 14 decembrie 1995      | 1,69 m   |          |        | Nippon SSU       |
| 15  |                 | Chihiro Tokunaga |                        |          |          |        | Japonia          |
| 2   |                 | Mana Horikawa    |                        |          |          |        | Japonia          |
| 9   |                 | Hikaru Matsumoto |                        |          |          |        | Japonia          |

### România
Lotul României a fost anunțat pe 18 iunie 2016:
Antrenor principal: Nicoleta Alexandrescu
Antrenor secund: Costică Buceschi
| Nr. | Post                 | Nume                | Data nașterii (vârsta) | Înălțime | Selecții | Goluri | Echipă               |
| --- | -------------------- | ------------------- | ---------------------- | -------- | -------- | ------ | -------------------- |
| 1   | Portar               | Elena Șerban        | 15 octombrie 1994      | 1,78 m   |          |        | CSM Ploiești         |
| 16  | Portar               | Denisa Dedu         | 27 septembrie 1994     | 1,81 m   |          |        | Corona Brașov        |
|     | Extremă stânga       | Alexandra Orșivschi | 11 iulie 1994          | 1,72 m   |          |        | HC Dunărea Brăila    |
| 7   | Extremă stânga       | Cristina Florică    | 11 mai 1992            | 1,62 m   |          |        | SCM Craiova          |
|     | Inter stânga         | Alexandra Andrei    | 17 aprilie 1991        | 1,79 m   |          |        | SCM Craiova          |
| 11  | Inter stânga         | Gabriela Perianu    | 20 iunie 1994          | 1,87 m   |          |        | HC Dunărea Brăila    |
| 31  | Centru               | Mădălina Zamfirescu | 31 octombrie 1994      | 1,78 m   |          |        | HC Dunărea Brăila    |
|     | Centru               | Andreea Pricopi     | 20 februarie 1994      | 1,75 m   |          |        | Corona Brașov        |
| 17  | Inter dreapta        | Laura Popa          | 29 iunie 1994          | 1,81 m   |          |        | „U” Alexandrion Cluj |
|     | Inter dreapta        | Patricia Vizitiu    | 15 octombrie 1988      | 1,77 m   |          |        | Liberă de contract   |
| 26  | Inter stânga/dreapta | Nicoleta Tudor      | 26 noiembrie 1988      | 1,83 m   |          |        | CSM Ploiești         |
|     | Extremă dreapta      | Cătălina Preda      | 16 ianuarie 1991       | 1,74 m   |          |        | HC Dunărea Brăila    |
|     | Inter stânga         | Andreea Trăilă      | 30 noiembrie 1991      | 1,77 m   |          |        | CS Știința București |
| 18  | Pivot                | Cristina Nan        | 19 mai 1990            | 1,78 m   |          |        | CSM București        |

### Spania
Lotul Spaniei a fost anunțat pe 13 iunie 2016. Ulterior s-a anunțat că Sara Gil o va înlocui pe Jennifer Gutiérrez.
Antrenor principal: Ángel Sandoval
Antrenor secund: José Ignacio Prades
| Nr. | Post            | Nume                      | Data nașterii (vârsta) | Înălțime | Selecții | Goluri | Echipă               |
| --- | --------------- | ------------------------- | ---------------------- | -------- | -------- | ------ | -------------------- |
| 16  | Portar          | Maite Zugarrondo          | 4 mai 1989             | 1,73 m   |          |        | BM Bera Bera         |
| 33  | Portar          | Mercedes Castellanos      | 21 iulie 1988          | 1,83 m   |          |        | Prosetecnisa Zuazo   |
| 14  | Extremă stânga  | Leire Aramendia           | 23 aprilie 1993        | 1,67 m   |          |        | BM Alcobendas        |
| 17  | Extremă stânga  | Amaia González de Garibay | 27 februarie 1994      | 1,67 m   |          |        | BM Aula Cultural     |
|     | Extremă stânga  | Jennifer Gutiérrez        | 20 februarie 1995      | 1,68 m   |          |        | Clínicas Málaga      |
| 22  | Extremă stânga  | Sara Gil1)                | 25 octombrie 1994      |          |          |        | BM Porriño           |
| 66  | Inter stânga    | Estela Doiro              | 28 decembrie 1990      | 1,62 m   |          |        | BM Atlético Guardés  |
| 6   | Inter stânga    | Nerea Elicegui            |                        | 1,77 m   |          |        | Prosetecnisa Zuazo   |
| 18  | Inter stânga    | Alba Menéndez             | 14 noiembrie 1991      | 1,70 m   |          |        | BM Bera Bera         |
| 19  | Centru          | Silvia Arderius           | 11 iulie 1990          | 1,68 m   |          |        | BM Aula Cultural     |
| 21  | Centru          | Esther Arrojeria          | 11 februarie 1994      | 1,70 m   |          |        | BM Bera Bera         |
| 5   | Inter dreapta   | Anna Manaut               | 17 decembrie 1990      | 1,87 m   |          |        | BM Atlético Guardés  |
| 10  | Inter dreapta   | Irene Espínola            | 19 decembrie 1992      | 1,85 m   |          |        | Oviedo BM Femenino   |
| 8   | Extremă dreapta | Paula Valdivia            | 23 decembrie 1995      |          |          |        | Clínicas Málaga      |
| 4   | Pivot           | África Sempere            | 25 septembrie 1992     | 1,67 m   |          |        | Fredrikstad BK       |
| 9   | Pivot           | Anna Vicente              | 11 august 1989         | 1,71 m   |          |        | Club Balonmano Elche |
| 11  | Pivot           | Paula García              | 24 martie 1992         | 1,80 m   |          |        | BM Atlético Guardés  |

1) A înlocuit-o pe Jennifer Gutiérrez;